# Кочерикова (Усольский район)
Кочерикова — деревня в Усольском районе Иркутской области России. Входит в состав Тайтурского муниципального образования. Находится примерно в 27 км к северо-западу от районного центра.

## Топонимика
Название Кочерикова происходит от русского диалектного кочерик — телёнок от одного до двух лет, заимствованного из бурятского хашараг — двухлетний телёнок.

## Население
По данным Всероссийской переписи, в 2010 году в деревне проживало 347 человек (181 мужчина и 166 женщин).